# 名護明彦
名護 明彦（なご あきひこ、1976年9月26日 - ）は、日本の元プロボクサー。沖縄県那覇市出身。第21代日本スーパーフライ級王者。興南高等学校卒業。

## 人物
アマチュア時代の1994年、全日本高校チャンピオン・全国高等学校ボクシング選抜大会準優勝・わかしゃち国体優勝の実績を残し、高校卒業後、元世界王者の白井義男、具志堅用高氏が共同経営を行っている白井・具志堅スポーツジムにスカウトされ入門。佐藤修とは当時から親友。
日本王座を獲得し、無敗で世界挑戦まで辿り着いた。しかし、世界戦で戸高秀樹に敗れてからは精彩を欠き、消極的な試合が目立つようになる。
徳山昌守に敗れた後、指導方針の違いから具志堅会長と決別。その後、ジムを移籍したものの白星と黒星を繰り返すうちに日本ランキングからも外れてしまった。
主な入場曲はディアマンテスの「勝利のうた」。

## 来歴
1995年9月18日、竹内浩一に4回判定勝ちでプロデビュー。
1998年3月9日、日本スーパーフライ級王者の松倉義明に挑戦。9回KO勝ちを収め、日本王座を獲得。
1998年7月20日、村越裕昭に10回判定勝ちを収め、初防衛に成功した。
1998年10月25日、元WBA世界ライトフライ級王者の山口圭司に判定勝ちを収め2度目の防衛に成功した。世界挑戦に専念するため、12月17日に日本王座を返上。
1999年11月7日、WBA世界スーパーフライ級王者戸高秀樹と対戦し、12回判定負けを喫し王座の獲得に失敗した。
2000年12月12日、WBC世界スーパーフライ級王者徳山昌守と対戦し、ダウン応酬の末12回判定負けを喫した。
2002年2月5日、大竹重幸・田中敏朗をはじめとする関係者の尽力で全日本パブリックボクシングジムに移籍し、トーンチャルン・オー・スワンナシンと対戦。8R判定負けを喫した。その後高校の先輩である渡久地隆人（ピューマ渡久地）の教えを乞う。
2003年4月25日、元WBA世界スーパーフライ級王者のヨックタイ・シスオーと対戦し、10回判定負け。
2004年12月8日、元日本王者の瀬川設男とサバイバルマッチを行い、10回判定勝ちを収めた。
2005年11月26日、高吉勝之と対戦し、8回判定負けを喫した。
2006年9月18日、スーパーバンタム級で斎藤憲一と約10か月ぶりの試合を行い、8回判定勝ちを収めた。
2007年3月20日、元日本ライトフライ級王者で世界挑戦経験者の本田秀伸と対戦。戦前は圧倒的不利を予想されていたが、2-0の判定勝ちを収めた。この後、日本バンタム級8位にランクされた。
2007年12月18日、アマチュア時代の亀田興毅のライバルだった山口憲一との54.5kg契約8回戦に3-0の判定勝ちを収めた。
2009年5月21日、サクラメントのアルコ・アリーナでファン・ホセ・ベルトラン（メキシコ）と対戦し、6回0-3の判定負けを喫した。

## 戦績
- アマチュアボクシング：54戦48勝（27KO・RSC）6敗[文献 3]。
- プロボクシング：35戦28勝（15KO）6敗1分

## 獲得タイトル
- 第48回インターハイフライ級優勝
- 第49回国体少年の部フライ級優勝
- 第21代日本スーパーフライ級王座（防衛2）